# Dobermann
De dobermann is een Duits hondenras.

## Geschiedenis
De dobermann is genoemd naar de eerste fokker van het ras, de Duitse deurwaarder en hondenvanger Karl Friedrich Louis Dobermann (1834-1894). Hij wilde een werkhond die allerlei taken aankon en hem beschermen kon tegen kwaadwillende belastingbetalers en hun waakhonden. Welke rassen hij kruiste is niet precies bekend. Vermoedelijk waren het rottweilers, Duitse pinschers en black and tan-terriërs. De dobermann heeft de kleur en de kracht van de rottweiler in combinatie met de snelheid en de vasthoudendheid van de pinschers en terriërs. In de eenentwintigste eeuw wordt het ras ook gefokt op kalmte en trouw. Lichamelijk zijn 'dobers' gespierd en evenwichtig van bouw. Het dier komt in verschillende kleuren voor, zoals black and tan, brown and tan, blue and tan, isabel, white en fawn and tan. Enkel de black and tan en de brown and tan zijn bij het FCI goedgekeurd, de andere kleuren zijn niet toegestaan. In Amerika en andere landen waar de FCI niet is erkend, wordt wel met de andere kleuren gefokt.
Dobermanns worden ingezet als waak- en verdedigingshond.  Als ze goed worden gesocialiseerd en opgevoed, zijn het ook goede gezelschapshonden. Vanwege hun spontane en intelligente aard kunnen ze voor veel disciplines worden afgericht, waaronder politiehond, rampenhond of speurhond.

## Uiterlijk

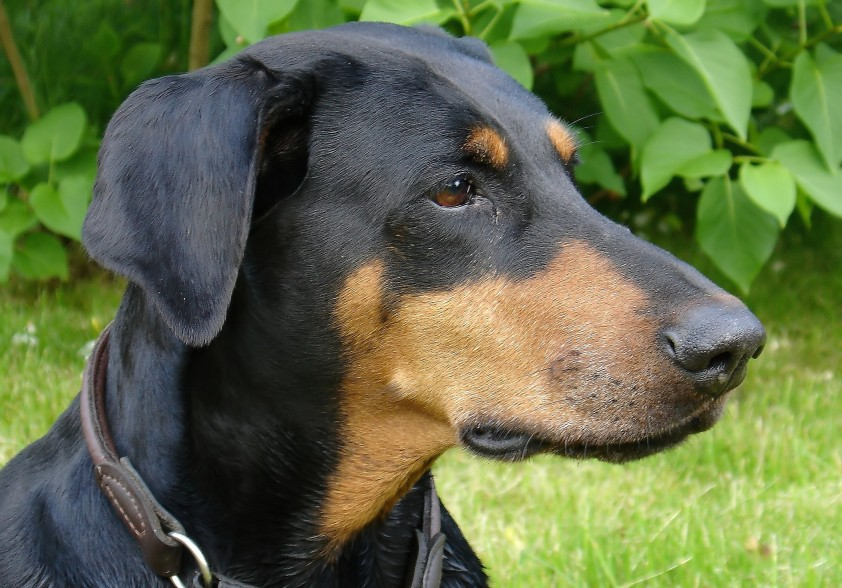
Dobermann kopstudie

De dobermann komt voor in de kleuren black and tan (zwart met roodbruine aftekening) of brown and tan (donkerbruin met roodbruine aftekeningen). Het couperen van oren en staart is in veel Europese landen intussen verboden. Het is een middelgrote, gespierde hond. Kenmerkend voor dit ras zijn de roodbruine aftekeningen die ook wel brand worden genoemd. De brand moet scherp getekend zijn.

## Karakter
De dobermann geldt als een vriendelijke en vreedzame hond en is een uitstekende gezinshond, mits goed opgevoed. Hij kan echter voor problemen zorgen als hij niet goed is gesocialiseerd. Hij vertoont sterke familiebinding en houdt van kinderen. Hij houdt veel van spelen, vooral van trekspelletjes. Hij kan ook té wild spelen.
De dobermann heeft veel beweging nodig. Als hij onvoldoende beweging krijgt, kan hij opgefokt gedrag vertonen. In dat geval mag men hem niet straffen. Het is beter om iets te ondernemen met de hond, om verveling tegen te gaan.
In het Zwitserse kanton Wallis wordt de dobermann als gevaarlijk beschouwd. Het ras is daar sinds 1 januari 2006 verboden.

## Gezondheid
De dobermann werd in het verleden sterk ingefokt en heeft hierdoor verschillende ziekten ontwikkeld en bestaande ziekten hebben zich verergerd. Dertig jaar geleden werd een dobermann gemiddeld tien tot vijftien jaar oud. De gemiddelde leeftijd is nu tien tot dertien jaar. Belangrijke ziekten bij de dobermann zijn kanker, skeletafwijkingen en de hartziekte dilatatieve cardiomyopathie.

## Rasverenigingen in Nederland
- Rasvereniging - Nederlandse Dobermann Club
- Rasvereniging - Dobermann Vrienden in Nederland
- Rasvereniging - Sport Dobermann Nederland

Affenpinscher ·
Aidi ·
Anatolische herder ·
Appenzeller sennenhond ·
Argentijnse dog ·
Berner sennenhond ·
Bordeauxdog ·
Boxer ·
Broholmer ·
Bullmastiff ·
Ca de Bou ·
Cane corso ·
Cão da Serra da Estrela ·
Cão de Castro Laboreiro ·
Centraal-Aziatische owcharka ·
Cimarrón Uruguayo ·
Ciobanesc Romanesc de Bucovina ·
Deens-Zweedse boerderijhond ·
Dobermann ·
Dogo Canario ·
Duitse dog ·
Duitse pinscher ·
Dwergpinscher ·
Dwergschnauzer ·
Engelse buldog ·
Entlebucher sennenhond ·
Fila brasileiro ·
Grote Zwitserse sennenhond ·
Hollandse smoushond ·
Hovawart ·
Kaukasische owcharka ·
Kraški ovčar ·
Landseer ECT ·
Leonberger ·
Mastiff ·
Mastín del Pirineo ·
Mastín español ·
Mastino napoletano ·
Middenslagschnauzer ·
Newfoundlander ·
Oostenrijkse pinscher ·
Pyrenese berghond ·
Rafeiro do Alentejo ·
Riesenschnauzer ·
Rottweiler ·
Šarplaninac ·
Shar-pei ·
Sint-bernard ·
Tibetaanse mastiff ·
Tornjak ·
Tosa ·
Zwarte Russische terriër